# La Farge
La Farge és una població dels Estats Units a l'estat de Wisconsin. Segons el cens del 2000 tenia 775 habitants.

## Demografia
Segons el cens del 2000, La Farge tenia 775 habitants, 342 habitatges, i 200 famílies. La densitat de població era de 287,7 habitants per km².
Dels 342 habitatges en un 26,3% hi vivien nens de menys de 18 anys, en un 43,6% hi vivien parelles casades, en un 9,4% dones solteres, i en un 41,5% no eren unitats familiars. En el 38,6% dels habitatges hi vivien persones soles el 22,2% de les quals corresponia a persones de 65 anys o més que vivien soles. El nombre mitjà de persones vivint en cada habitatge era de 2,2 i el nombre mitjà de persones que vivien en cada família era de 2,9.
Per edats la població es repartia de la següent manera: un 25,7% tenia menys de 18 anys, un 7,9% entre 18 i 24, un 22,1% entre 25 i 44, un 24,5% de 45 a 60 i un 19,9% 65 anys o més.
L'edat mediana era de 41 anys. Per cada 100 dones de 18 o més anys hi havia 96,6 homes.
La renda mediana per habitatge era de 23.083 $ i la renda mediana per família de 33.750 $. Els homes tenien una renda mediana de 26.818 $ mentre que les dones 19.833 $. La renda per capita de la població era de 14.191 $. Aproximadament el 12,1% de les famílies i el 14,4% de la població estaven per davall del llindar de pobresa.

## Poblacions més properes
El següent diagrama mostra les poblacions més properes.